# Amomyrtus
Amomyrtus là một chi thực vật có hoa trong họ sim Myrtaceae. Nó được mô tả là một chi vào năm 1948. Nó có xuất xứ từ miền nam ôn đới của Nam Mỹ, phân bố chủ yếu ở Chile và Argentina.
Các loài trong chi này có những bông hoa lớn, màu trắng với nhiều phấn hoa và quả đen mọng chứa từ một đến ba hạt. Chúng tự thụ phấn lẫn nhau.
Danh pháp Amomyrtus bắt nguồn từ tiếng Hy Lạp Amos (nghĩa là "rất thơm"); và Myrtus bắt nguồn từ danh pháp họ của nó.

## Các loài
| Hình | Tên khoa học                                | Mô tả           | Phân bổ                                  |
| ---- | ------------------------------------------- | --------------- | ---------------------------------------- |
|      | Amomyrtus luma (Molina) D.Legrand & Kausel, | a shrub or tree | the humid forests of Chile and Argentina |
|      | Amomyrtus meli (Phil.) D.Legrand & Kausel,  | a large tree    | the rainforests of Chile                 |